# 스타쉽트루퍼스 : 침공
스타쉽트루퍼스 : 침공(Starship Troopers: Invasion)은 미국에서 제작된 아라마키 신지 감독의 2012년 애니메이션, 액션, SF 영화이다. 데이빗 마트랑가 등이 주연으로 출연하였다.

## 출연

### 주연
- 데이빗 마트랑가
- 루시 크리스티안
- 저스틴 도란

### 조연
- 레랄도 안잘두아
- 멜리사 데이비스
- 에밀리 네브스
- 데이빗 왈드

## 제작진
- 원작자: 로버트 A. 하인라인
- 시각효과부문: 김혜인
- CG Producer: 양창주